# Mitsubishi Jeep
Mitsubishi Jeep — компактный внедорожник японской компании Mitsubishi Motors, выпускавшийся с 1952 по 1998 год по лицензии американской фирмы Willys-Overland motors. Первоначально являлся полной копией Jeep CJ3A. Также поставлялся японским силам самообороны.

## История
В июле 1952 году компания Shin Mitsubishi Heavy-Industries заключила контракт с Willys Overland motors (США), на производство Jeep CJ3A по технологии CKD-сборки. Первые собранные модели получили индексы J1 и J2 (было собрано 554 автомобиля этих серий, все они были с левым расположением руля). В 1953 году WilIys начала производство модели CJ3B (также с левым расположением руля), используя двигатель «Willys F4-134 Hurricane». Снова по контракту с WilIys, на Mitsubishi началось производство модернизированной модели, названной J3.
10 декабря 1954 года Mitsubishi стал устанавливать свой двигатель, полностью сделанный в Японии, под маркировкой JH4.
В 1955 году выходит серия J10. Используя ту же колесную базу, что и J3, этот автомобиль с левым рулем имел более длинную раму и кузов, что позволило установить сидения для дополнительных пассажиров. Оба логотипа Mitsubishi и WilIys наносились на передней решетке радиатора бок о бок.
В 1973 году вышло новое поколение J-24A, 23A, 25A для сил самообороны Японии, оно получило неофициальное название «Mitsubishi Type 73». С тех пор все последующие модели Mitsubishi для японской армии известны под этим обозначением.
В 1994 году началось производство Mitsubishi Jeep серии J55 с дизельным двигателем 4DR5 с турбонаддувом.
В 1996 году на базе Mitsubishi Pajero для японских сил самообороны выпущен Mitsubishi Type 73 второго поколения.
В 1998 году ограниченным тиражом в 300 единиц выходят памятные последние автомобили, отличающиеся цветом кузова и табличкой «1 / 300» со стороны пассажира.

## Выпущенные модели

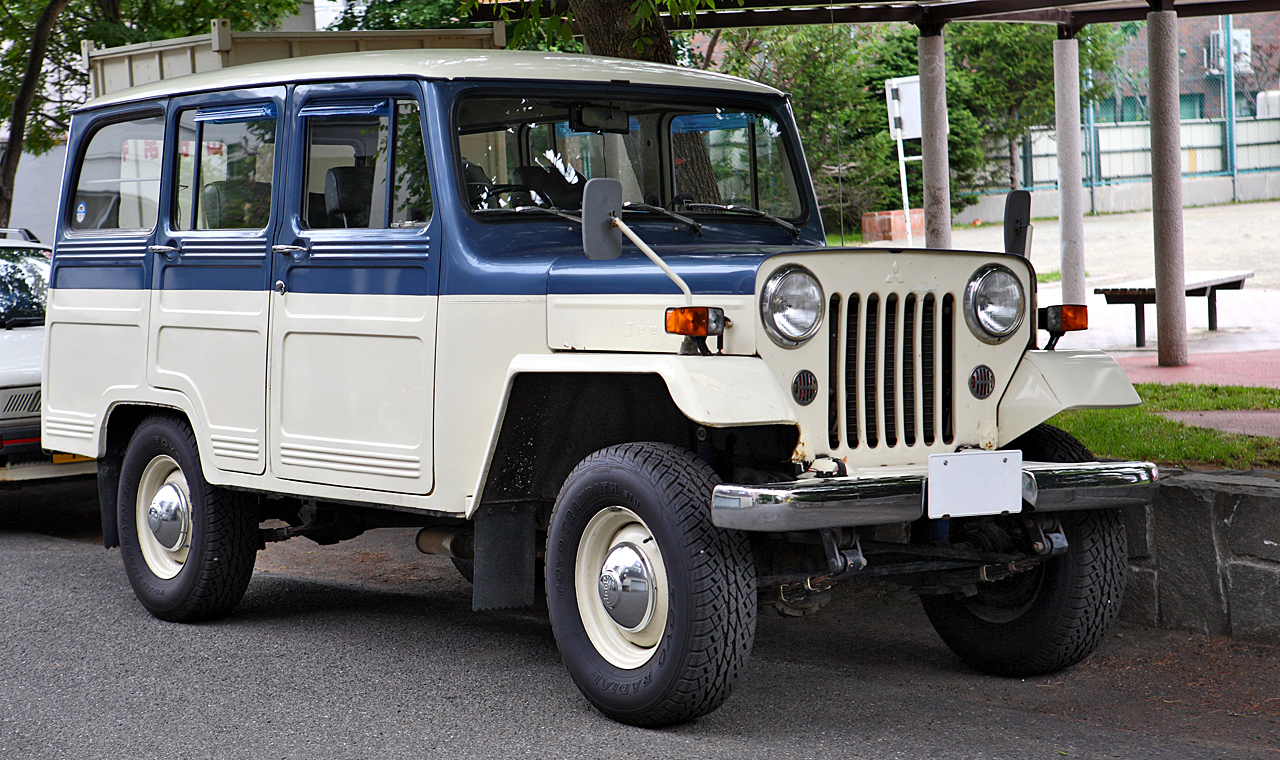
Mitsubishi Jeep J37

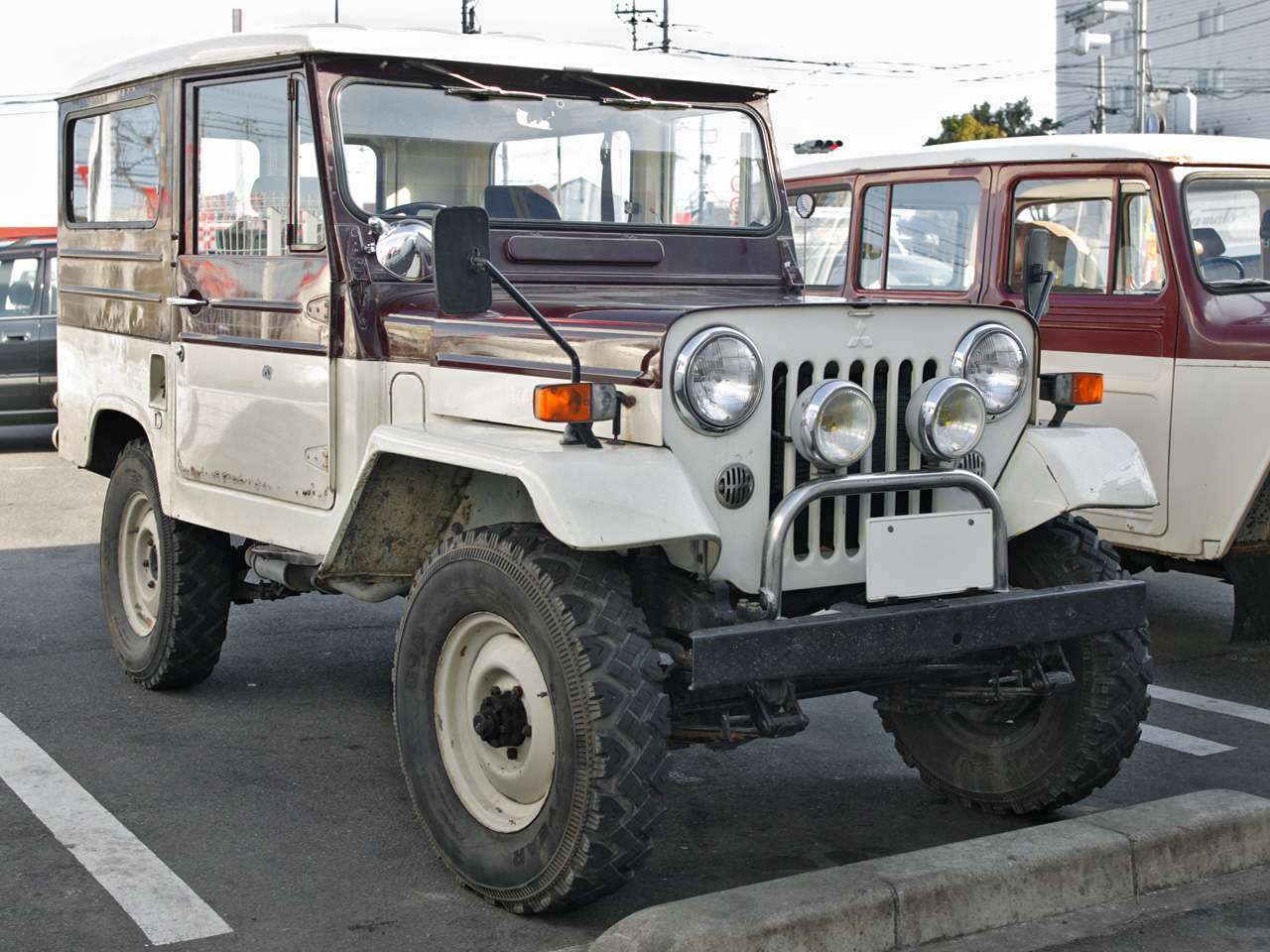
Mitsubishi Jeep J24H

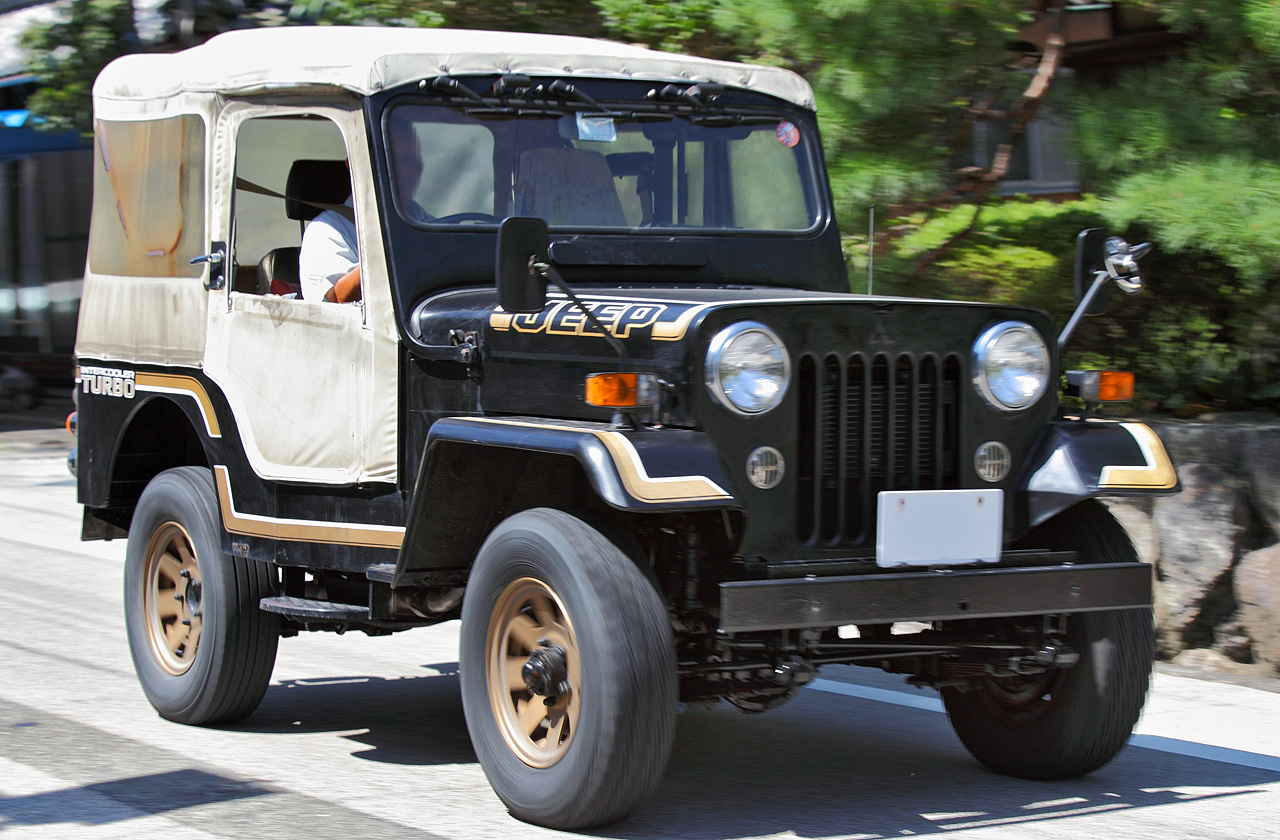
Mitsubishi Jeep J55

### Модели с короткой колёсной базой
2- или 4-местный кузов с «мягкой» крышей (снимающийся тент)
- Бензиновый двигатель:
  - J1 （CJ3A-J1）- левый руль, 6-вольтовое электрооборудование, изготовлено 53 автомобиля
  - J2 （CJ3A-J2）- руль слева, 12-вольтовое электрооборудование, каркас безопасности, изготовлено 500 единиц
  - J3 （CJ3B-J3）- руль слева
  - J3R （CJ3B-J3R）- руль справа
  - J4 （CJ3B-J4）- 12-вольтовое электрооборудование, для военных и сил самообороны
  - J52 — двигатель KE47 2.3L[2]
  - J56 — двигатель 4G53 2.4L
  - J57 — двигатель G54B 2.6L
  - J58 — двигатель 4G52B 2.0L
  - J59 — двигатель 4G52B 2.0L
- Дизельный двигатель:
  - JC3 （CJ3B-JC3）-руль слева
  - J3RD （CJ3B-J3RD）- руль справа
  - J54A — для сил самообороны, двигатель 4DR5
  - J54
  - J53 — двигатель 4DR6
  - J53L — двигатель 4DR6, исключительно для экспорта
  - J55 — двигатель 4DR5
  - J55L — исключительно для экспорта

### Модели со средней колёсной базой
- С мягкой крышей, 2/6-местный кузов:
  - Бензиновый двигатель:
    - J10（CJ3B-J10）
    - J20 — двигатель JH4
    - J22 — двигатель KE47
    - J26 — двигатель 4G53
    - J27 — двигатель G54B

  - Дизель:
    - JC10 （CJ3B-JC10）
    - J20D — двигатель KE31
    - J24 — двигатель 4DR5
    - J23 — для сил самообороны (двигатель 4DR6 прямое впрыск, турбонаддув)
    - J24 — для сил самообороны (двигатель 4DR5)
    - J25 — для сил самообороны (двигатель 4DR5)
- Хардтоп:
  - Бензиновый двигатель:
    - J20H — двигатель 4DR5
    - J22H — двигатель KE47
    - J26H — двигатель 4G53
    - J27H — двигатель G54B

  - Дизель:
    - J20HD — двигатель KE31
    - J24H — двигатель 4DR5

### Модели с длинной колёсной базой
- 3/9-местный кузов soft-top
  - Бензиновый двигатель
    - J32 — двигатель JH4 (2.2L)
    - J42 — двигатель KE47 (2.3L)
    - J46 — двигатель 4G53 (2.4L)
    - J47 — двигатель G54B (2.6L)

  - Дизель
    - J32D — двигатель KE31 (2.2L)
    - J44 — двигатель 4DR5
- Mitsubishi Jeep Station Wagon (закрытый шестиместный кузов)
  - Бензиновый двигатель
    - J11 （CJ3B-J11）- 2-дверный
    - J30 — двигатель JH4 (2.2L)
    - J34 — двигатель KE47 (2.3L)
    - J38 — двигатель 4G53 (2.4L)
    - J37 — двигатель G54B (2.6L)
    - J37B — с бронированием

  - Дизель
    - J30D — двигатель KE31 (2.2L)
    - J36 — двигатель 4DR5 (2.7L)
    - J36B — с бронированием